# Plesiochrysa elongata
Plesiochrysa elongata är en insektsart som först beskrevs av Navás 1913.  Plesiochrysa elongata ingår i släktet Plesiochrysa och familjen guldögonsländor. Inga underarter finns listade i Catalogue of Life.